# Inner Temple

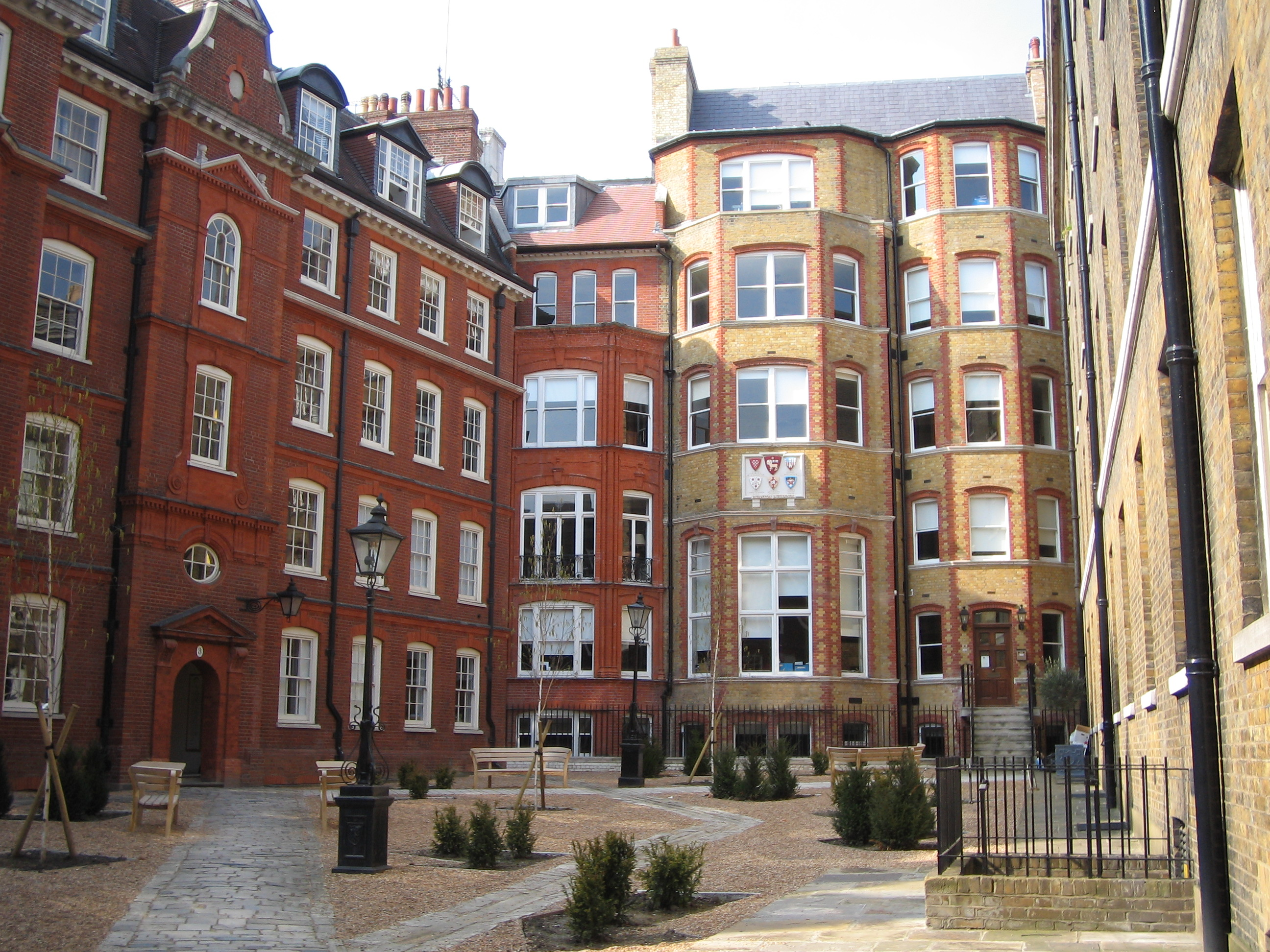
Grand Inner Temple

Inner Temple är en av de fyra "Inns of Court" som finns i City of London, och som fungerar som kombinationer av juridiska yrkeshögskolor och advokatsamfund för barristers. Institutionen har sitt namn efter Tempelherreorden och har funnits sedan åtminstone 1388. 

## Extraterritoriell jurisdiktion
Inner Temple är en av Londons få kvarvarande extraterritoriella områden. Det tillhör ingen kyrkoförsamling eller civil parish, är inte underställt biskopen av London och styrs inte av City of Londons kommunledning. För de allra flesta kommunala ändamål betraktas det som en egen kommun. Inner Temples styrelse, parlamentet, fungerar också som kommunstyrelse enligt en särskild förordning.